# Парамонов Михайло Сергійович
Михайло Сергійович Парамонов (рос. Михаил Сергеевич Парамонов; 30 січня 1982, м. Челябінськ, СРСР) — російський хокеїст, захисник. Виступає за «Молот-Прикам'я» (Перм) у Вищій хокейній лізі.
Виступав за «Мечел» (Челябінськ), «Трактор» (Челябінськ), «Зауралля» (Курган). 